# Мартинюк Микола Васильович
Микола Васильович Мартинюк — (нар. 25 вересня 1940, с. Гвіздівці, Сокирянський район, нині Дністровського району, Чернівецької області) — український залізничник. Почесний залізничник. Кавалер орденів Леніна та Трудового Червоного Прапора.

## Біографія
Народився 25 вересня 1940 року у селі Гвіздівці, нині Дністровського району, Чернівецької області. Після закінчення середньої школи навчався у Чернівецькому залізничному училищі № 1. У 1959 році був призначений помічником машиніста у паровозне депо «Чернівці». Три роки служив у залізничних військах Радянської Армії. Працював машиністом паровоза, тепловоза, з 1968 року — машиністом локомотива.

## Новаторство Миколи Мартинюка
Очоливши молодіжний екіпаж, задумав та реалізував економічно ефективну ідею — меншою кількістю тепловозів, перевезти більше вантажів. На практиці довів, що тепловозами можна водити поїзди на 400—700 тонн важчі, ніж передбачено нормою. Лише за рік його екіпаж провів 80 великовагових поїздів і перевіз 40 000 вантажу понад план за що був удостоєний звання «Почесний залізничник».

## Громадська діяльність
- Член ради наставників Буковини.
- Голова профкому цеху експлуатації (впродовж 15 років)
- Делегат з'їзду залізничників України.

## Відзнаки, нагороди
- Медаль «За трудову доблесть».
- Орден Трудового Червоного Прапора.
- Орден Леніна.
- Нагрудний знак «Победитель соцсоревнования» (1973).
- Нагрудний знак «Ударник коммунистического труда».
- Золота медаль ВДНГ СРСР.